# World Ports Classic
La  World Ports Classic est une course cycliste créée en 2012 et organisée par Amaury Sport Organisation (ASO). Elle se déroule entre les deux principaux ports européens, celui de Rotterdam et celui d'Anvers en deux jours. 

## Histoire
Cette épreuve voit le jour en 2012 et doit en partie sa naissance à l'accueil du Tour de France 2010 par la ville de Rotterdam qui a ensuite collaboré avec le Français Christian Prudhomme, directeur du cyclisme chez ASO pour donner naissance à cette épreuve. Elle n'est pas disputée en 2016 et devait revenir sous la forme d'une course d'un jour en 2017 sous le nom de New Energy Tour (en classe 1.1), avant d'être annulée pour raison organisationnelle.

## Palmarès
| Année | Vainqueur      | Deuxième          | Troisième          |
| ----- | -------------- | ----------------- | ------------------ |
| 2012  | Tom Boonen     | André Greipel     | Alexander Kristoff |
| 2013  | Nikolas Maes   | Jonathan Cantwell | Reinier Honig      |
| 2014  | Theo Bos       | Ramon Sinkeldam   | Alexander Porsev   |
| 2015  | Kris Boeckmans | Danilo Napolitano | Yauheni Hutarovich |